# Badeloch
Badeloch is een personage in het toneelstuk Gijsbrecht van Aemstel van Joost van den Vondel. 
Badeloch geldt als de verpersoonlijking van de liefde tussen echtgenoten, zoals die door de burchtbewoners wordt verwoord in de Rey van Burghzaten, 4e bedrijf, vs. 1239-1286:
Waer werd oprechter trouw dan tusschen man en vrouw
Ter weereld oit gevonden? Twee zielen gloende aen een gesmeed
Of vast geschakelt en verbonden in lief en leedt
Het stuk speelt omstreeks 1300 en gaat over de belegering van Amsterdam door de omliggende dorpen, verenigd in de Kennemers en Waterlanders. De aanleiding tot de vijandelijkheden is de vermeende betrokkenheid van Gijsbrecht, Badelochs echtgenoot, bij de ontvoering van en doodslag op Floris V in 1296. In het 3e bedrijf vertelt Badeloch, dat in haar droom de schim van haar nicht Machteld van Velsen verscheen. Machteld voorspelde dat Amsterdam verloren zal gaan en spoorde de Aemstels aan de stad snel te verlaten. Als de stad inderdaad wordt veroverd en Gijsbrecht tijdens de gevechten in problemen komt, weigert Badeloch zichzelf en haar beide kinderen in veiligheid te brengen. Zij kiest ervoor bij haar man te blijven. 5e bedrijf, vs. 1701-1706:
Gijsbrecht: Zult ghy dan oirzaeck zijn dat beide uw kinders sneven?
Badeloch: Ick zou om eenen man wel bey mijn kinders geven.
Gijsbrecht: Beweeght uw kroost u niet, dit jongsken kleen en teer?
Badeloch: Niet luttel, maer mijn man beweeghtme noch al meer
Veenrick: Wat schreitghe moeder lief? zijt ghy bedroeft om vader?
Badeloch: Om vader schrey ick, kind, en u en ons te gader.
Gijsbrecht:  Uw moeder keert  zich niet aen u noch uwe smart.
Badeloch: Met smarte baerde ick 't kind, en droegh het onder 'thart.
Mijn man is 't harte zelf. 'k heb zonder hem geen leven.
'k Zal u, om lief noch leedt, bezwijcken noch begeven
'k Beloofde u hou en trouw te blijven tot de dood.
Als ze uiteindelijk toegeeft verschijnt de aartsengel Rafaël, die Gijsbreght opdraagt Gods wil te volgen en Amsterdam te verlaten. Hij verlaat zijn vaderland met Badeloch en zijn kinderen om in Pruisen een nieuwe stad te stichten die Nieuw Holland heet.
Op 26 december 1637 was de eerste opvoering van het toneelstuk, ter gelegenheid van de opening van de schouwburg van Van Campen aan de  Amsterdamse Keizersgracht. Tijdens de traditionele nieuwjaarsvoorstellingen tussen  1950 en 1968 van de Nederlandse Comedie in de Stadsschouwburg, vertolkten zowel Ellen Vogel, Loudi Nijhoff als Ank van der Moer, 'de' Badeloch.
Ariana Nozeman was de eerste vrouw die de rol van Badeloch vertolkte.